# Mahuwan
Mahuwan (nep. महुवन) – gaun wikas samiti w środkowej części Nepalu w strefie Narajani w dystrykcie Parsa. Według nepalskiego spisu powszechnego z 2001 roku liczył on 658 gospodarstw domowych i 3930 mieszkańców (1905 kobiet i 2025 mężczyzn).